# Torneo Apertura 2023 Ascenso Femenino (Guatemala)
El Torneo Clausura 2023 es el torneo que da finalización a la segunda temporada de existencia de la Categoría de Ascenso del fútbol femenino guatemalteco, organizado por la Liga Nacional de Fútbol Femenino de Guatemala.
Los dos equipos finalistas del presente torneo clasificarán a las series de ascenso en busca de ascender a la Categoría Mayor.
Juventud Copalera es el campeón defensor, tras derrotar a Heredia en la final del torneo anterior. No defenderá su título al haber ascendido a la Liga Nacional.

## Sistema de competición
El torneo se divide en dos partes:
- Fase de clasificación
- Fase final

### Fase de clasificación
Los 7 equipos jugarán una ronda clasificatoria de todos contra todos a dos vueltas, terminando en 10 fechas totales de 3 partidos cada una para los grupos, Se utiliza un sistema de puntos, que se presenta así:
- Por victoria, se obtendrán 3 puntos.
- Por empate, se obtendrá 1 punto.
- Por derrota no se obtendrán puntos.

Al finalizar las 14 jornadas totales, la tabla se ordenará con base en los clubes que hayan obtenido la mayoría de puntos, en caso de empates, se toman los siguientes criterios:
1. Puntos
2. Puntos obtenidos entre los equipos empatados
3. Diferencial de goles
4. Goles anotados
5. Goles anotados en condición visitante.

### Fase final
Al final de la fase de clasificación, cuatro equipos pasarán a la siguiente ronda según la tabla general
Una vez determinados los clasificados, se recurrirá a la tabla general para realizar los enfrentamientos de semifinales, de la siguiente forma:
1° vs 4°
2° vs 3°
Los clubes vencedores en los partidos de semifinales serán aquellos que en los dos juegos anoten el mayor número de goles. De existir empate en el número de goles anotados, la posición se definirá a favor del club con mayor cantidad de goles a favor cuando actúe como visitante.
Los ganadores de las semifinales se enfrentarán en la Gran Final, disputándose a ida y vuelta, el mejor clasificado entre los finalistas jugará el último partido en su estadio.

### Ascensos y descensos
Los dos equipos finalistas de cada torneo clasifican a las series de ascenso: el campeón enfrentará al subcampeón del siguiente torneo, y el subcampeón del actual torneo enfrentará al campeón del torneo clausura; los ganadores de dichos enfrentamientos ascenderán a la Categoría Mayor.
En caso de que un equipo que haya llegado a la final del torneo anterior llegue a la final en el presente torneo, este obtendrá su ascenso de manera automática.

## Equipos participantes

### Cambios

#### Ascensos y descensos
| Pos. | Descendidos desde la Liga Nacional 2022-23 |
| ---- | ------------------------------------------ |
| 11.° | Deportivo Mixco                            |
| 12.° | Concepción FNX                             |

| Pos. | Ascendidos a la Liga Nacional 2023-24 |
| ---- | ------------------------------------- |
| C&F  | Juventud Copalera                     |

#### Cambios administrativos
| Pos. | Equipos con derechos deportivos adquiridos |
| ---- | ------------------------------------------ |
| n/a  | DFFI Ixcán                                 |
| n/a  | Nueva Santa Rosa CDF                       |
| n/a  | Villa Nueva                                |

| Pos. | Equipos disueltos         |
| ---- | ------------------------- |
| C&F  | Heredia                   |
| 6.°  | Santa Lucía Cotzumalguapa |
| n/a  | Deportivo Mixco           |

### Información
| Equipo                | Ciudad                | Estadio                   | Capacidad |
| --------------------- | --------------------- | ------------------------- | --------- |
| CSD Concepción        | Nueva Santa Rosa      | Pedro García Arredondo    | 1 000     |
| Ixcán DFFI            | Ixcán                 | 21 de Agosto              | n/d       |
| K'iché' FC            | Santa Cruz del Quiché | Municipal de Santa Cruz   | 3 000     |
| CD Muniguate          | Ciudad de Guatemala   | Cementos Progreso (C. A.) | n/a       |
| Nueva Santa Rosa CDFF | Nueva Santa Rosa      | Pedro García Arredondo    | 1 000     |
| UNIFUT Juvenil        | Ciudad de Guatemala   | Cementos Progreso (C. A.) | n/a       |
| CD Villa Nueva        | Villa Nueva           | Municipal de Bárcena      | 2 000     |

### Equipos por departamento
| Departamento | N.º | Equipos                                 |
| ------------ | --- | --------------------------------------- |
| Guatemala    | 3   | Muniguate, UNIFUT Juvenil y Villa Nueva |
| Santa Rosa   | 2   | Concepción y Nueva Santa Rosa           |
| Quiché       | 2   | Ixcán DFFI y K'iché'                    |

## Fase de clasificación
| Pos. | Equipos          | PJ | PG | PE | PP | GF | GC | Dif. | PTS | Clasificación |
| ---- | ---------------- | -- | -- | -- | -- | -- | -- | ---- | --- | ------------- |
| 1    | Nueva Santa Rosa | 6  | 6  | 0  | 0  | 23 | 1  | +22  | 18  | Fase final    |
| 2    | Muniguate        | 6  | 3  | 1  | 2  | 8  | 6  | +2   | 10  | Fase final    |
| 3    | Concepción       | 6  | 2  | 2  | 2  | 8  | 5  | +3   | 8   | Fase final    |
| 4    | K'iché'          | 5  | 2  | 2  | 1  | 6  | 8  | -2   | 8   | Fase final    |
| 5    | UNIFUT Juvenil   | 6  | 1  | 3  | 2  | 8  | 9  | -1   | 6   |               |
| 6    | Ixcán DFFI       | 5  | 2  | 0  | 3  | 4  | 13 | -9   | 6   |               |
| 7    | Villa Nueva      | 6  | 0  | 0  | 6  | 1  | 16 | -15  | 0   |               |

## Fase final
| Fecha 1                      | Fecha 1   | Fecha 1          | Fecha 1                 | Fecha 1          | Fecha 1 |
| Local                        | Resultado | Visitante        | Estadio                 | Fecha            | Hora    |
| ---------------------------- | --------- | ---------------- | ----------------------- | ---------------- | ------- |
| K'iché                       | 2-0       | Villa Nueva      | Municipal de Santa Cruz | 23 de septiembre | 18:00   |
| UNIFUT Juvenil               | 1-1       | Concepción       | C. A. Cementos Progreso | 24 de septiembre | 09:00   |
| Muniguate                    | 1-3       | Nueva Santa Rosa | C. A. Cementos Progreso | 24 de septiembre | 11:00   |
| Descansa: Ixcán DFFI         |           |                  |                         |                  |         |
| Goles: 8 (2.667 por partido) |           |                  |                         |                  |         |

| Fecha 2                      | Fecha 2   | Fecha 2        | Fecha 2                | Fecha 2          | Fecha 2 |
| Local                        | Resultado | Visitante      | Estadio                | Fecha            | Hora    |
| ---------------------------- | --------- | -------------- | ---------------------- | ---------------- | ------- |
| Villa Nueva                  | 1-2       | UNIFUT Juvenil | Municipal de Bárcena   | 30 de septiembre | 15:00   |
| Ixcán DFFI                   | 0-1       | Muniguate      | 21 de agosto           | 1 de octubre     | 13:00   |
| Concepción                   | 0-0       | K'iché'        | Pedro García Arredondo | 1 de octubre     | 15:00   |
| Descansan: Nueva Santa Rosa  |           |                |                        |                  |         |
| Goles: 4 (1.333 por partido) |           |                |                        |                  |         |

| Fecha 3               | Fecha 3   | Fecha 3          | Fecha 3                 | Fecha 3      | Fecha 3 |
| Local                 | Resultado | Visitante        | Estadio                 | Fecha        | Hora    |
| --------------------- | --------- | ---------------- | ----------------------- | ------------ | ------- |
| UNIFUT Juvenil        |           | Nueva Santa Rosa | C. A. Cementos Progreso | 8 de octubre | 09:00   |
| Muniguate             |           | Concepción       | C. A. Cementos Progreso | 8 de octubre | 13:00   |
| K'iché'               |           | Ixcán DFFI       | Municipal de Santa Cruz | 8 de octubre | 14:00   |
| Descansa: Villa Nueva |           |                  |                         |              |         |
| Goles:                |           |                  |                         |              |         |

| Fecha 4                  | Fecha 4   | Fecha 4    | Fecha 4                | Fecha 4        | Fecha 4 |
| Local                    | Resultado | Visitante  | Estadio                | Fecha          | Hora    |
| ------------------------ | --------- | ---------- | ---------------------- | -------------- | ------- |
| Nueva Santa Rosa         | 5-0       | K'iché'    | Pedro García Arredondo | 22 de octubre  | 12:00   |
| Villa Nueva              |           | Muniguate  | Municipal de Bárcena   | 1 de noviembre |         |
| Concepción               |           | Ixcán DFFI | Pedro García Arredondo |                |         |
| Descansa: UNIFUT Juvenil |           |            |                        |                |         |
| Goles:                   |           |            |                        |                |         |

| Fecha 5                                       | Fecha 5   | Fecha 5          | Fecha 5                 | Fecha 5       | Fecha 5 |
| Local                                         | Resultado | Visitante        | Estadio                 | Fecha         | Hora    |
| --------------------------------------------- | --------- | ---------------- | ----------------------- | ------------- | ------- |
| Ixcán DFFI                                    | 3-0       | Villa Nueva      | 21 de agosto            | 29 de octubre | 13:00   |
| Muniguate                                     | 2-2       | UNIFUT Juvenil   | C. A. Cementos Progreso | 29 de octubre | 13:00   |
| Concepción                                    | 0-3       | Nueva Santa Rosa | Pedro García Arredondo  | 29 de octubre | 15:00   |
| Descansan: Cremas Femenino y Xinabajul−Huehue |           |                  |                         |               |         |
| Goles: 10 (3.333 por partido)                 |           |                  |                         |               |         |

| Fecha 6                   | Fecha 6   | Fecha 6    | Fecha 6                 | Fecha 6        | Fecha 6 |
| Local                     | Resultado | Visitante  | Estadio                 | Fecha          | Hora    |
| ------------------------- | --------- | ---------- | ----------------------- | -------------- | ------- |
| UNIFUT Juvenil            | 3-3       | K'iché'    | C. A. Cementos Progreso | 5 de noviembre | 13:00   |
| Nueva Santa Rosa          | 3-0       | Ixcán DFFI | Pedro García Arredondo  | 5 de noviembre | 15:00   |
| Villa Nueva               | 0-3       | Concepción | Municipal de Bárcena    | 5 de noviembre | 15:00   |
| Descansa: Muniguate       |           |            |                         |                |         |
| Goles: 12 (4 por partido) |           |            |                         |                |         |

| Fecha 7                      | Fecha 7   | Fecha 7        | Fecha 7                 | Fecha 7         | Fecha 7       |
| Local                        | Resultado | Visitante      | Estadio                 | Fecha           | Hora          |
| ---------------------------- | --------- | -------------- | ----------------------- | --------------- | ------------- |
| Nueva Santa Rosa             | 3-0       | Villa Nueva    | Desprogramado           | Desprogramado   | Desprogramado |
| Ixcán DFFI                   | 1-0       | UNIFUT Juvenil | 21 de agosto            | 12 de noviembre | 13:00         |
| Muniguate                    | 0-1       | K'iché'        | C. A. Cementos Progreso | 12 de noviembre | 13:00         |
| Descansa: Concepción         |           |                |                         |                 |               |
| Goles: 5 (1.667 por partido) |           |                |                         |                 |               |

| Fecha 8   | Fecha 8   | Fecha 8   | Fecha 8 | Fecha 8 | Fecha 8 |
| Local     | Resultado | Visitante | Estadio | Fecha   | Hora    |
| --------- | --------- | --------- | ------- | ------- | ------- |
|           |           |           |         |         |         |
|           |           |           |         |         |         |
|           |           |           |         |         |         |
| Descansa: |           |           |         |         |         |
| Goles:    |           |           |         |         |         |

| Fecha 9   | Fecha 9   | Fecha 9   | Fecha 9 | Fecha 9 | Fecha 9 |
| Local     | Resultado | Visitante | Estadio | Fecha   | Hora    |
| --------- | --------- | --------- | ------- | ------- | ------- |
|           |           |           |         |         |         |
|           |           |           |         |         |         |
|           |           |           |         |         |         |
| Descansa: |           |           |         |         |         |
| Goles:    |           |           |         |         |         |

| Fecha 10  | Fecha 10  | Fecha 10  | Fecha 10 | Fecha 10 | Fecha 10 |
| Local     | Resultado | Visitante | Estadio  | Fecha    | Hora     |
| --------- | --------- | --------- | -------- | -------- | -------- |
|           |           |           |          |          |          |
|           |           |           |          |          |          |
|           |           |           |          |          |          |
| Descansa: |           |           |          |          |          |
| Goles:    |           |           |          |          |          |

| Fecha 11  | Fecha 11  | Fecha 11  | Fecha 11 | Fecha 11 | Fecha 11 |
| Local     | Resultado | Visitante | Estadio  | Fecha    | Hora     |
| --------- | --------- | --------- | -------- | -------- | -------- |
|           |           |           |          |          |          |
|           |           |           |          |          |          |
|           |           |           |          |          |          |
| Descansa: |           |           |          |          |          |
| Goles:    |           |           |          |          |          |

| Fecha 12  | Fecha 12  | Fecha 12  | Fecha 12 | Fecha 12 | Fecha 12 |
| Local     | Resultado | Visitante | Estadio  | Fecha    | Hora     |
| --------- | --------- | --------- | -------- | -------- | -------- |
|           |           |           |          |          |          |
|           |           |           |          |          |          |
|           |           |           |          |          |          |
| Descansa: |           |           |          |          |          |
| Goles:    |           |           |          |          |          |

| Fecha 13  | Fecha 13  | Fecha 13  | Fecha 13 | Fecha 13 | Fecha 13 |
| Local     | Resultado | Visitante | Estadio  | Fecha    | Hora     |
| --------- | --------- | --------- | -------- | -------- | -------- |
|           |           |           |          |          |          |
|           |           |           |          |          |          |
|           |           |           |          |          |          |
| Descansa: |           |           |          |          |          |
| Goles:    |           |           |          |          |          |

| Fecha 14  | Fecha 14  | Fecha 14  | Fecha 14 | Fecha 14 | Fecha 14 |
| Local     | Resultado | Visitante | Estadio  | Fecha    | Hora     |
| --------- | --------- | --------- | -------- | -------- | -------- |
|           |           |           |          |          |          |
|           |           |           |          |          |          |
|           |           |           |          |          |          |
| Descansa: |           |           |          |          |          |
| Goles:    |           |           |          |          |          |